# Anatoli Tíshchenko (1943)
Anatoli Petróvich Tíshchenko  –en ruso, Анатолий Петрович Тищенко– es un deportista soviético que compitió en piragüismo en la modalidad de aguas tranquilas. Ganó tres medallas en el Campeonato Mundial de Piragüismo en los años 1970 y 1971, y cinco medallas en el Campeonato Europeo de Piragüismo en los años 1967 y 1969.

## Palmarés internacional
| Campeonato Mundial | Campeonato Mundial     | Campeonato Mundial | Campeonato Mundial |
| Año                | Lugar                  | Medalla            | Evento             |
| ------------------ | ---------------------- | ------------------ | ------------------ |
| 1970               | Copenhague (Dinamarca) | Medalla de oro     | K1 500 m           |
| 1970               | Copenhague (Dinamarca) | Medalla de oro     | K1 4 × 500 m       |
| 1971               | Belgrado (Yugoslavia)  | Medalla de bronce  | K1 4 × 500 m       |
| Campeonato Europeo |                        |                    |                    |
| Año                | Lugar                  | Medalla            | Evento             |
| 1967               | Duisburgo (RFA)        | Medalla de bronce  | K1 500 m           |
| 1967               | Duisburgo (RFA)        | Medalla de bronce  | K1 4 × 500 m       |
| 1969               | Moscú (URSS)           | Medalla de oro     | K1 500 m           |
| 1969               | Moscú (URSS)           | Medalla de plata   | K1 1000 m          |
| 1969               | Moscú (URSS)           | Medalla de oro     | K1 4 × 500 m       |